# 流転の王妃
『流転の王妃』（るてんのおうひ）は、1959年（昭和34年）に文藝春秋新社によって出版され、当時のベストセラーとなった愛新覚羅浩（嵯峨浩）の自伝。嵯峨浩は日本の侯爵家出身であり、国策により満洲国皇帝・愛新覚羅溥儀の実弟・溥傑と政略結婚をさせられた女性である。1960年（昭和35年）には映画化もされた。
また、改訂版として1984年（昭和59年）に『「流転の王妃」の昭和史』（主婦と生活社）が出版され、2003年（平成15年）にテレビ朝日開局45周年記念ドラマ『流転の王妃・最後の皇弟』としてドラマ化された。さらに、2011年（平成23年）に続編となる『流転の王妃―愛新覚羅溥傑・浩 愛の書簡』（文藝春秋）が娘の福永嫮生によって出版された。

## 概要
『流転の王妃』は浩の外人の友の薦めにより、1957年（昭和32年）12月に天城山心中で死んだ浩の長女・愛新覚羅慧生の一周忌を記念して1959年（昭和34年）に出版された浩自身の半生記。なお、その一部は出版される前年に雑誌『文藝春秋』に掲載されていた。書籍化にあたっては、新人ライター時代の梶山季之がゴーストライターを務めた。また、この本の骨子となるものとして1953年（昭和28年）に発行された「運命に泣く浩子姫」（上妻斉『秘録大東亜戦史』富士書苑　所収）があった。「運命に泣く浩子姫」は毎日新聞の上妻斉が浩を取材して書いたものである。「運命に泣く浩子姫」の内容は、浩の生い立ちから結婚、満州国での生活、満州国崩壊後の流転生活を経て日本に帰るまでが扱われており、原稿用紙にして200枚近くになる。『流転の王妃』はベストセラーとなり、大映によって映画化された（下記#映画を参照）。
1984年（昭和59年）に出版された『「流転の王妃」の昭和史』は主婦と生活社からの依頼で『流転の王妃』に含まれる半生を当時の若い読者向けに書き直し、中国帰国以降のできごとを書き加えて一冊にまとめたものである。浩は今度は、日本の人々に戦前体験した日中の不幸な関係や、戦後の新中国（中華人民共和国）の姿を理解してもらうことによって、両国の友好に役立たせることができれば幸いである、という気持ちで執筆した。同書は1992年（平成4年）に新潮社から文庫化されたが、初版（主婦と生活者版）との間に多少の異同がある。同書は2003年（平成15年）にテレビ朝日開局45周年記念ドラマ『流転の王妃・最後の皇弟』としてドラマ化された。

## 映画
『流転の王妃』（るてんのおうひ）は、1960年の日本映画。

### 概要
愛新覚羅浩が自らの生涯をつづって大反響を呼んだ同名ベストセラーの映画化。ただし登場人物の名前はすべて変えられて仮名となっている。
監督・原作・脚本・主演のいずれもが女性で、日本における“女性映画”の決定版という評価もある。
脚本を担当した和田夏十は、原則として、夫で映画監督だった市川崑が手掛ける作品以外の脚本は引き受けない主義だったが、監督の田中の粘り強い説得に負けて、本作の依頼を、渋々引き受けた経緯がある。

### 出演
括弧内はモデルとなった人物。
- 京マチ子：呼倫覚羅竜子（愛新覚羅浩）
- 船越英二：溥哲（溥傑）
- 竜様明：溥文（溥儀）
- 金田一敦子：皇后（婉容）
- 高野通子：英生（慧生）
- 沢村貞子：菅原和子
- 南部彰三：菅原秀郷
- 東山千栄子：菅原直
- 吉井莞象：高橋浩介
- 平井岐代子：高橋鴇子
- 石黒達也：古屋（吉岡安直）
- 三津田健：朝吹大将（本庄繁）
- 竹里光子：朝吹夫人
- 水戸光子：泉
- 楠よし子：とも子
- 宮島健一：岡部
- 笠智衆：木下画伯
- 早川雄三：工兵

### ロケ地
- 慶應義塾大学日吉キャンパス構内の銀杏並木

### 映画での設定と原作・史実との違い
- 映画では竜子（浩）と溥哲（溥傑）の間の子供は英生（慧生）のみとされているが、実際にもうひとり、次女の嫮生（こせい）がいる。また、敗戦後の竜子の流転生活は映画では英生と一緒に行なわれているが、実際には嫮生と一緒で、その時慧生は日本で学習院初等科に在学していた。